# Dampflokomotivkessel

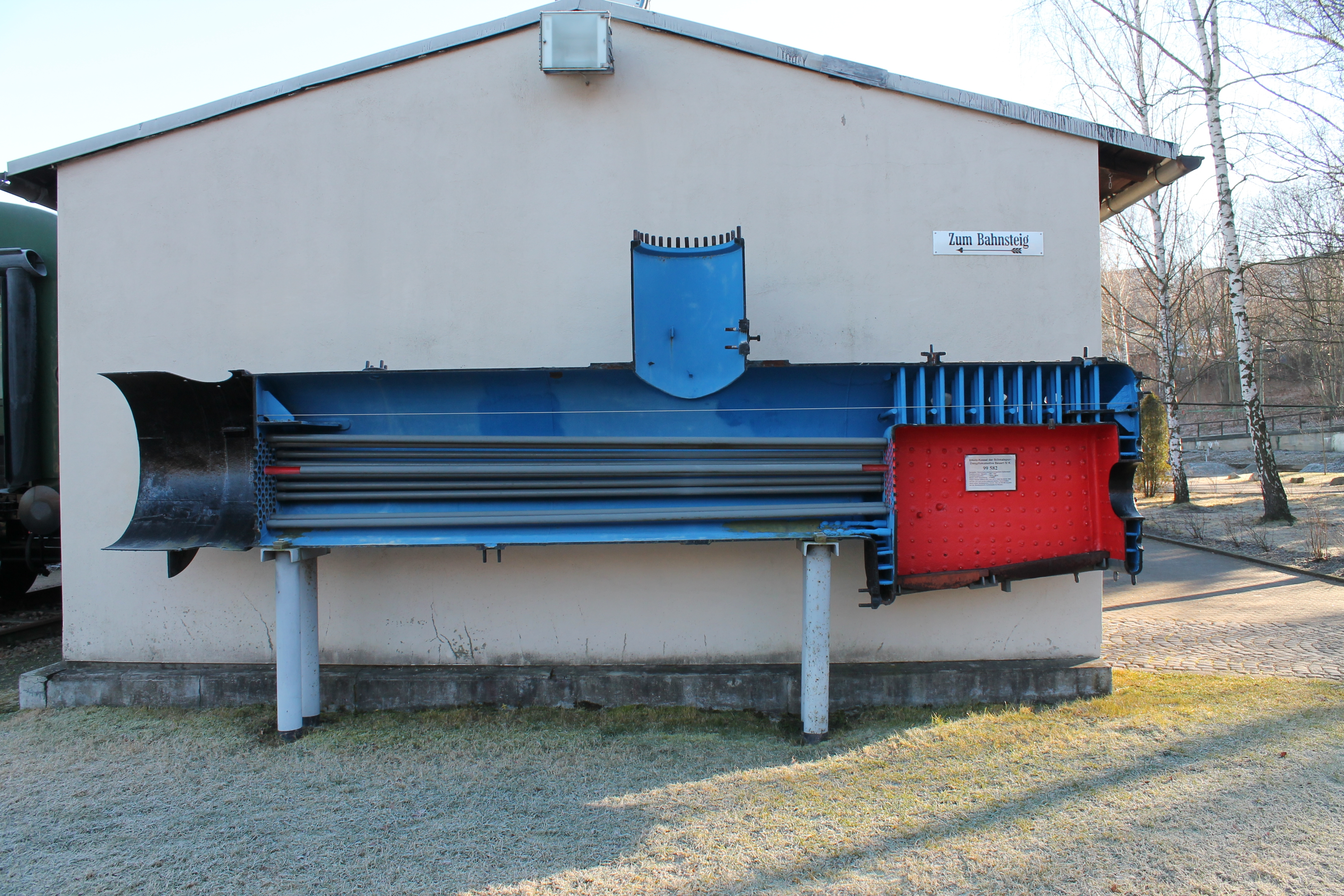
Schnittmodell

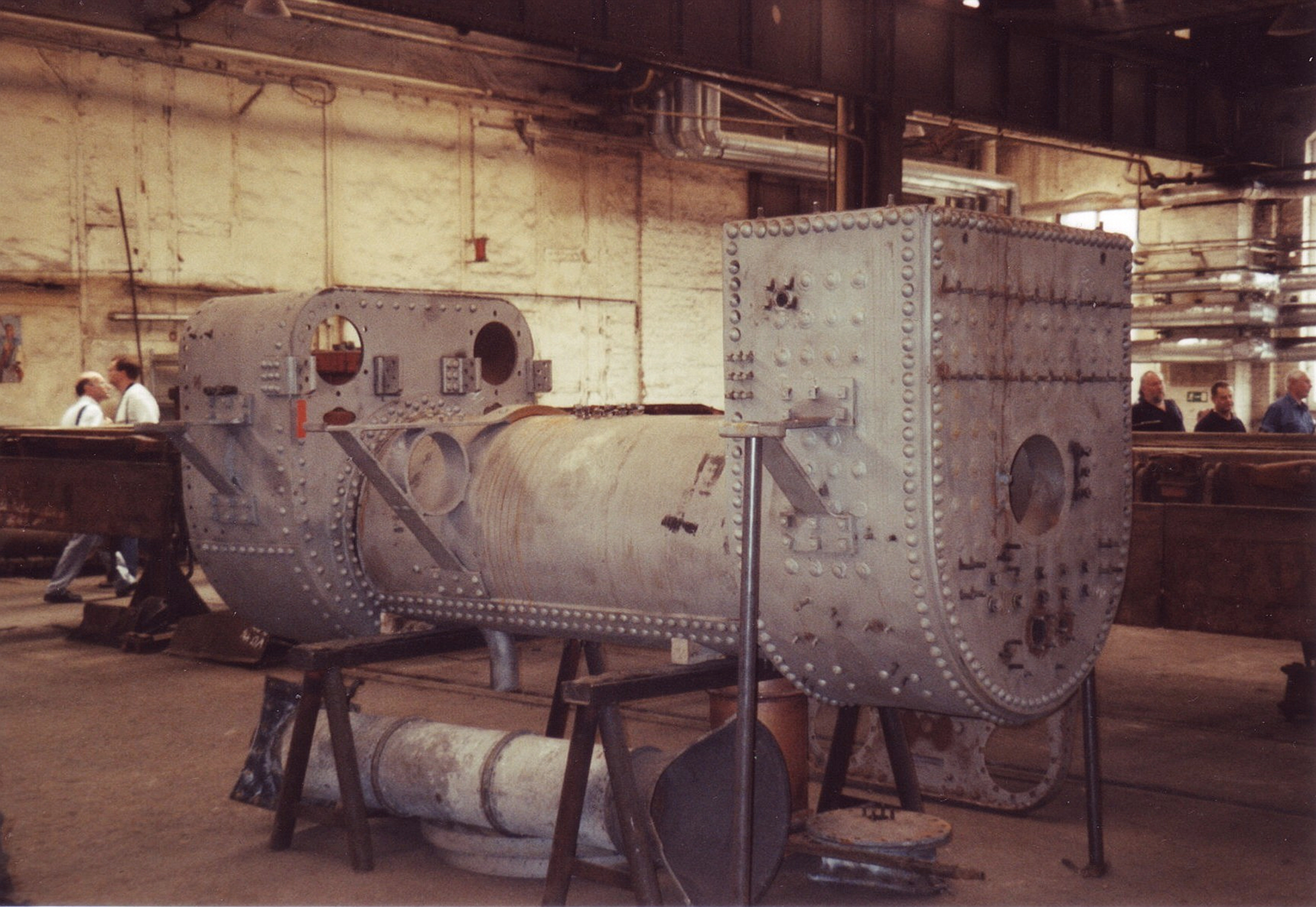
Nachbau von 1935 von Kessel und Schornstein der ersten Dampflokomotive in Deutschland Adler im Dampflokwerk in Meiningen

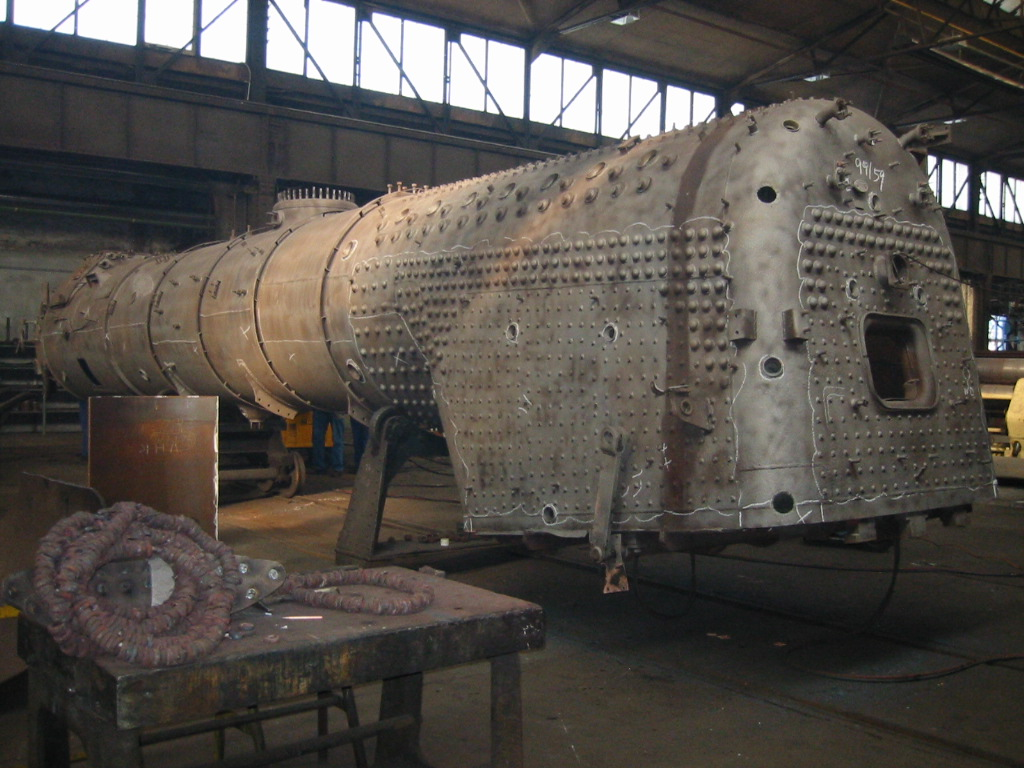
Ausgebauter Dampflokomotivkessel, Hinterkessel

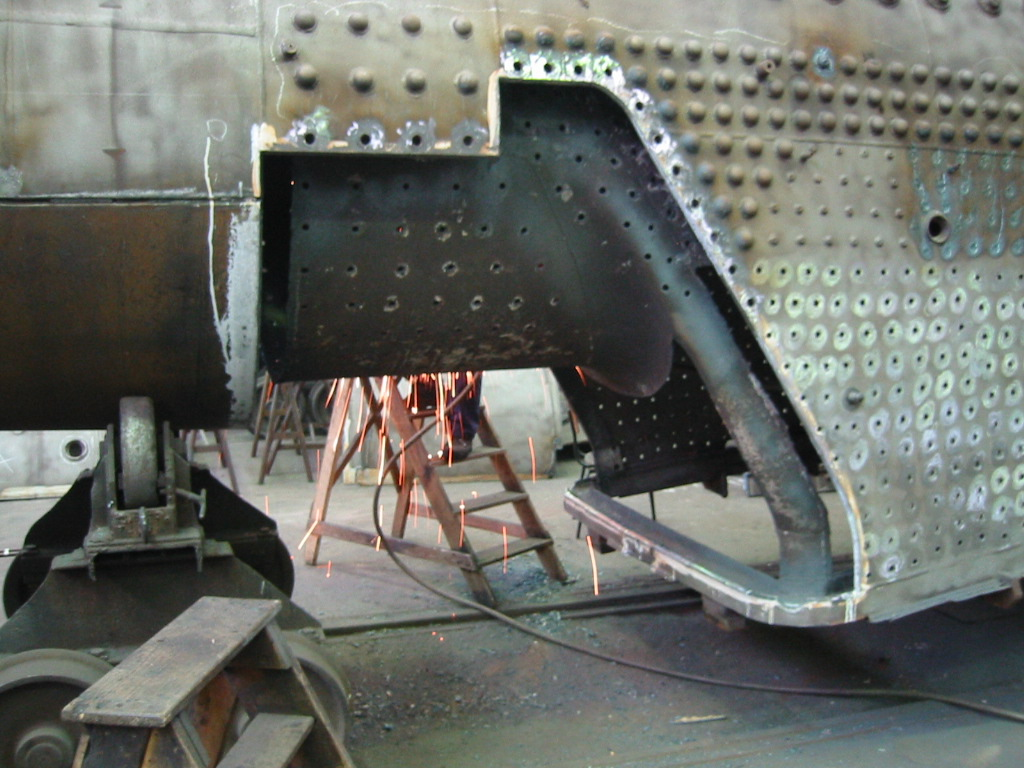
Hinterkessel: Die gekümpelte Stehkesselvorderwand, die sogenannte „Stiefelknechtplatte“, wurde zur Reparatur entfernt, Teile der eingebauten Stahlfeuerbüchse und Löcher der Stabstehbolzen sind zu sehen, darüber Kappen der Gelenkstehbolzen

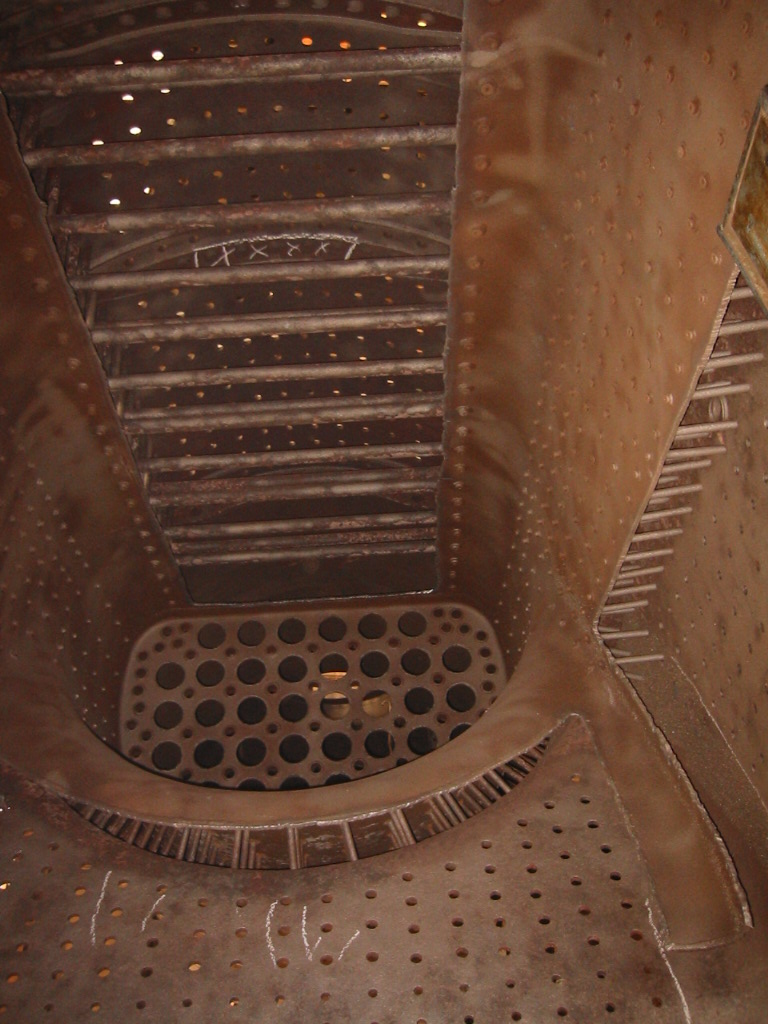
Blick in den geöffneten Hinterkessel, bei dem Teile der Feuerbüchse (Decke, Seitenwände) zur Reparatur entfernt wurden. Dies gewährt den Blick auf die Queranker oben und die Stabstehbolzen der Feuerbüchsseitenwand rechts und des Verbrennungskammerbodens unten.

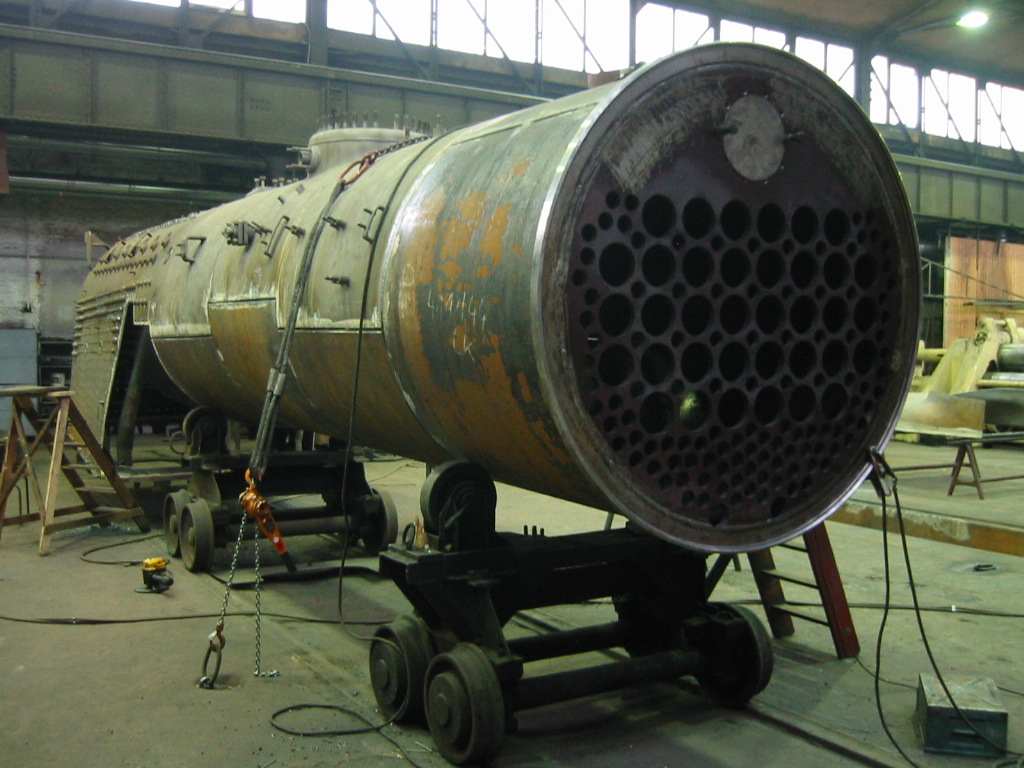
Langkessel Bauart 39E noch ohne Rauchkammer: vorne Rauchkammerrohrwand mit Profilring, die Bleche des Kesselbauches sind erneuert und müssen noch verschweißt werden

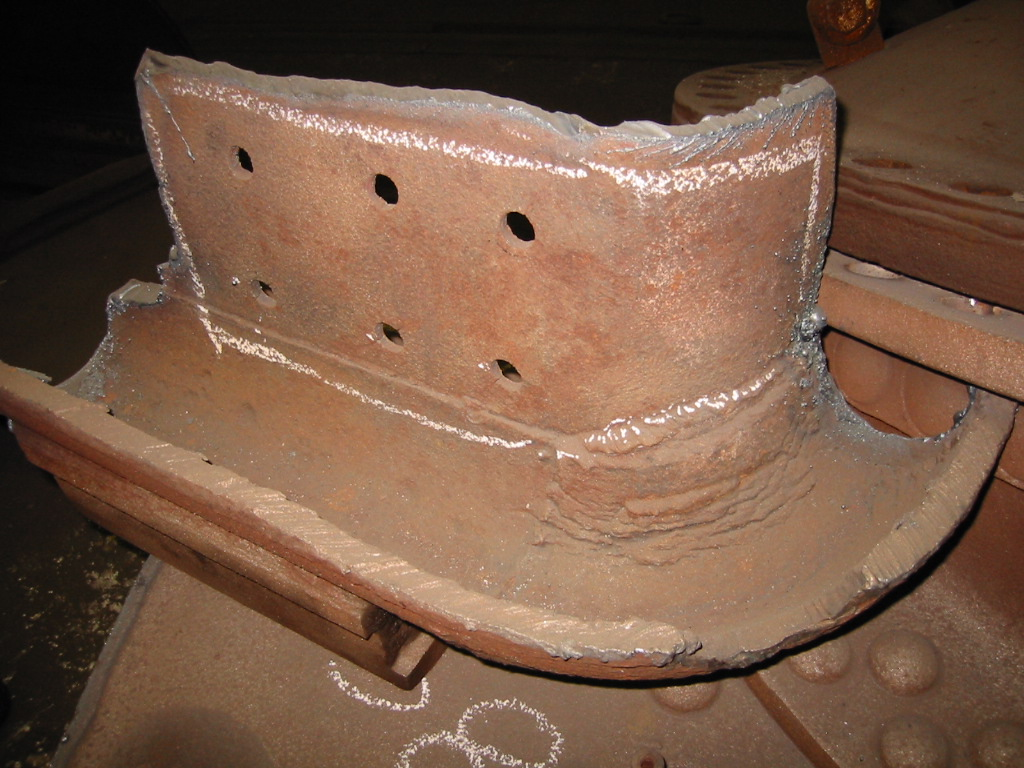
Ausgebaute, verschlissene Bodenringecke (Umbugecke) eines Altbaukessels, gut sind die alten Reparaturschweißungen zu sehen

Ein Dampflokomotivkessel ist eine Bauform des Dampfkessels oder eines Großwasserraumkessels zur Dampferzeugung für den Betrieb von Dampflokomotiven.

## Aufbau
Wegen der speziellen Anforderungen des mobilen Einsatzes weist diese Bauform etliche konstruktive Besonderheiten auf:
Ein Dampflokomotivkessel besteht in der Regel, bedingt durch die Begrenzungen der Fahrzeugbegrenzungslinie, aus dem Hinterkessel, dem meist aus mehreren Schüssen bestehenden Langkessel und der mit einem Profilring angebauten Rauchkammer. Während die Kesselteile früher miteinander vernietet waren, sind neuzeitliche Kessel komplett geschweißt. Der Dampflokomotivkessel ist meist ein Rauchrohrkessel.

### Stehkessel
Der Stehkessel bildet zusammen mit der Feuerbüchse den Hinterkessel. In einem Ausschnitt der Stehkesselrückwand befinden sich das Feuerloch und die Feuertür. An der Stehkesselrückwand sind die zur Bedienung des Dampflokomotivkessels notwendigen Stellteile angebracht. Die Stehkesselvorderwand läuft in einen halbzylindrischen Teil aus und bildet zusammen mit dem Stehkesselmantel einen Zylinder, in den der Langkessel eingeschoben ist. Feuerbüchswand und Stehkesselmantel sind durch Seitenstehbolzen und Deckenstehbolzen verbunden. Oberhalb der Feuerbüchse schützen Queranker den Stehkessel gegen seitliches Aufbiegen. Unten wird der Stehkessel durch einen Bodenring abgeschlossen.

### Hinterkessel
Der Hinterkessel ist aus dem Stehkessel und der innenliegenden Feuerbüchse aufgebaut. Hinterkessel und Feuerbüchse sind unten durch den Bodenring verbunden und bilden zusammen einen Wassermantel um das Feuer. Die Feuerbüchse ist mit Stehbolzen und Querankern mit der Kesselaußenwand verbunden. Nach vorne geht der Hinterkessel, meist mit einem konischen Übergangsschuss, in den Langkessel über. Im Langkessel sind zwischen den Rohrwänden die Rauch- und Heizrohre eingebaut. Bei moderneren Lokomotivkesseln mündet die Feuerbüchse noch in eine Verbrennungskammer, die innen in den Langkessel ragt.

Den vorderen Abschluss des Langkessels bilden die Rauchkammerrohrwand und der Profilring, an dem die Rauchkammer befestigt ist. In der Rauchkammer sammeln sich die Verbrennungsgase, um über den Schornstein ins Freie zu entweichen.
Die Kräfte, die durch den Dampfdruck auf die Stehkessel- und Feuerbüchsenwände einwirken, werden durch eine Vielzahl von Stehbolzen, Gelenk(Skoda-)bolzen, Decken- und Querankern aufgenommen, die diese Wände verbinden. Der Langkessel stabilisiert sich weitgehend durch seine Zylinderform in Verbindung mit dem inneren Überdruck. Die verwendeten Kesselbleche haben je nach Kesseldruck eine Materialstärke von 10–20 mm.

## Dampfleistung
Die Dampfleistung beträgt in Deutschland bei Altbaukesseln bis 16,6 t/h (Kessel der Baureihe 45), bei den Neubauersatzkesseln für Dampflokomotiven in Deutschland dann bis zu 22 t/h (erneut Kessel der Baureihe 45; sogenannte Splittergattungen sind nicht berücksichtigt) und in den USA bis deutlich über 45 t/h (Kessel diverser Baureihen, z. B. derjenige der Klasse H-8 der Chesapeake & Ohio Railway mit 672,6 m² Verdampfungsheizfläche, 296,0 m² Überhitzerfläche und 12,57 m² Rostfläche, die bei den gegebenen Heizflächen auf die Verbrennung von Steinkohle abgestimmt ist).
Grundsätzlich wird beim Verdampfungsprozess Nassdampf erzeugt. Durch spezielle Möglichkeiten der Dampftrocknung oder Überhitzung kann der für den Lokomotivbetrieb wirtschaftlichere Heißdampf entnommen werden. Dafür werden Überhitzerelemente in den Rauchgasstrom eingebaut. In diesen wird der Dampf dann getrocknet und überhitzt. Die Dampftemperaturen liegen dann, je nach Kesselbelastung, bei 300–400 °C. Die gebräuchlichsten Betriebsdrücke bei Normaldruckdampflokomotiven liegen meist bei 8 bis 16 bar in Deutschland bzw. bei 14,1 bis 21,8 bar in den USA. Höhere Betriebsdrücke sind möglich, bedingen aber aufwändigere Kesselkonstruktionen.

## Historische Baustoffe und Technologien
Die Entwicklung der Dampfkessel ist eine Geschichte der Havarien. Die Kesselmaterialien waren von der Metallurgie noch nicht so weit entwickelt; die Bleche enthielten Herstellungsmängel, die durch die fehlenden Werkstoffprüftechniken nicht gefunden werden konnten.
Zu Beginn wurde hauptsächlich Kupfer im Kesselbau eingesetzt. Die Verbindung der Bleche erfolgte durch Niete. Ein Niet hält seine Verbindung durch Reibung und den angeformten Kopf. Bei der Nietung wird ein erhitztes Metallstück in eine Bohrung durch zwei Bleche gesteckt, durch Hämmern von beiden Seiten gestaucht und ein Kopf angeformt.
Später wurde wegen der besseren Festigkeit Stahl verwendet. Auch das Stahlblech wurde durch Niete verbunden. Etwas später kam für die Verbindung des Stahlblechs das Feuerschweißen auf. Dabei wurden die beiden zu verbindenden Bleche einseitig abgeschrägt und im Feuer erhitzt. Die Oxid- und Zunderschichten wurden mit Hilfe eines reduzierenden Schweißpulvers beseitigt. Die Schmiede schlugen die überlappenden geschäfteten Flächen mit Hämmern zusammen und verschweißten sie dabei. Sie konnten im Nachhinein nicht feststellen, wie gut die Verbindung des Materials ausgefallen war. Deshalb musste ein gewisser Sicherheitszuschlag in der Überlappung gegeben werden.

## Moderne Kessel

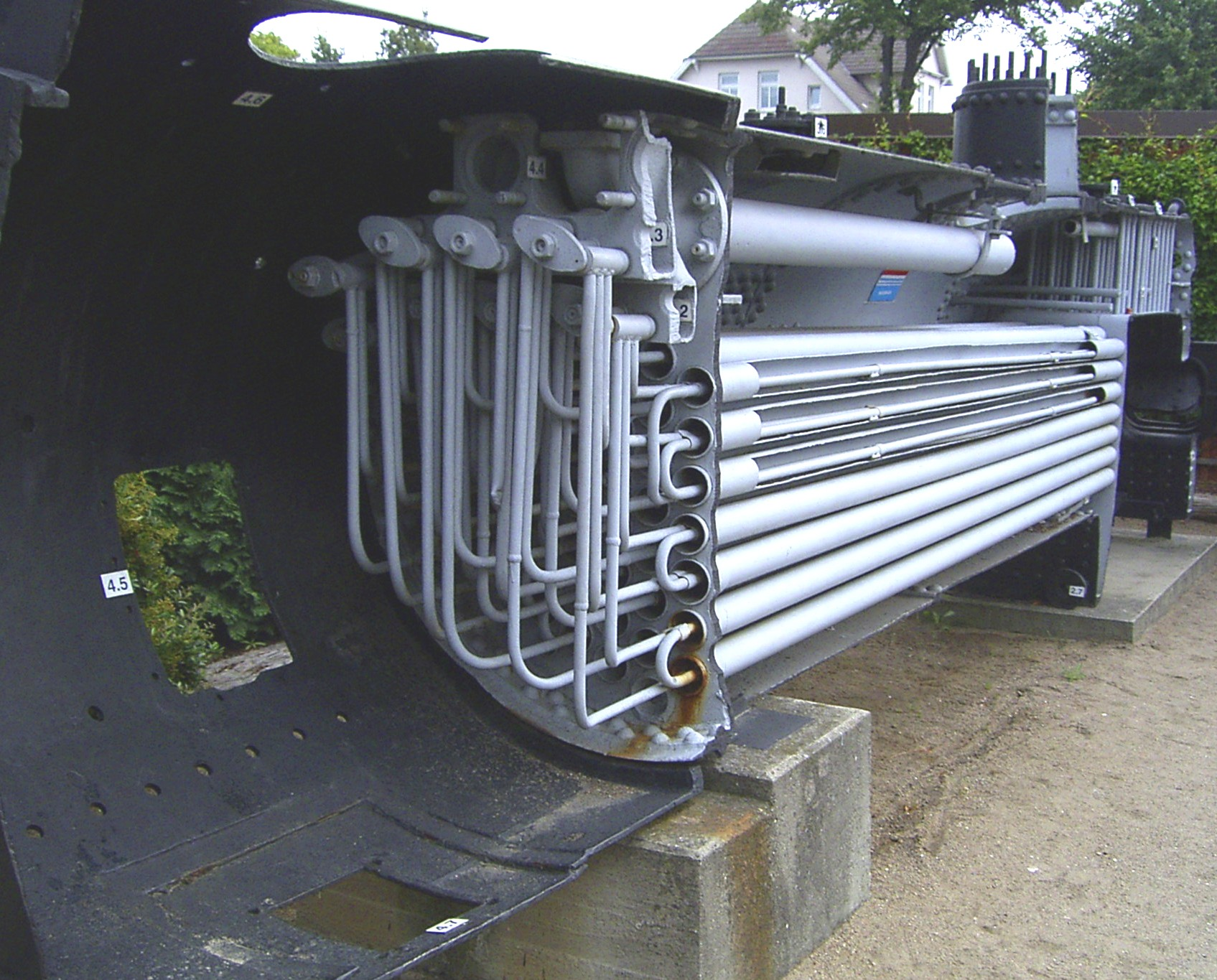
Anschluss der Überhitzerrohre

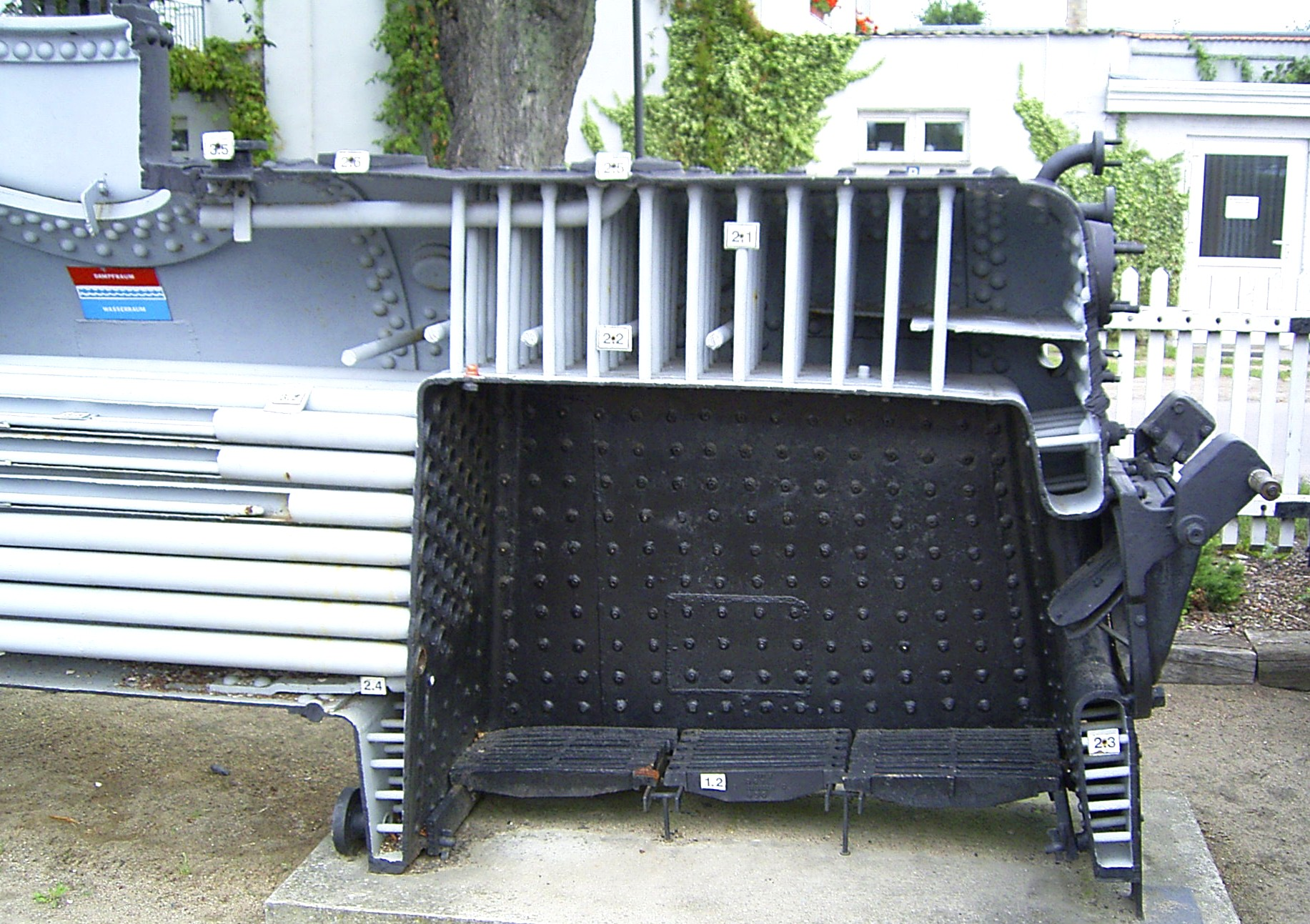
Hinterkessel, Feuerbüchse, Stehbolzen im Schnitt

Heute werden neue Kessel nur noch geschweißt. Die Kesselbleche müssen einer Norm entsprechen. Die Außennähte des Kessels werden einer Röntgen- oder Ultraschallprüfung unterzogen. Die Kesselbleche werden schon beim Hersteller einer 100-Prozent-Ultraschallprüfung auf Dopplungen und Lunkerstellen unterzogen. Des Weiteren muss das Kesselblech eine Zerreißprobe, eine Kerbschlagprüfung und eine Faltprobe überstehen.
Die Stehbolzen werden heutzutage in die Kessel- und Feuerbüchswand eingeschweißt, früher wurden sie eingenietet. Die Rohre des Langkessels werden an der Feuerbüchsrohrwand im Durchmesser eingezogen und eingeschweißt, während sie an der Rauchkammerrohrwand aufgeweitet und wasserdicht eingewalzt werden. Dadurch sollen Schäden durch Ausdehnung vermieden werden. Neuerdings werden Rohre auch beidseitig eingeschweißt.
Der betriebsbereite Dampflokomotivkessel dehnt sich je nach Kesselgröße um 1–5 cm in der Länge aus. Diese Längenausdehnung gegenüber dem Lokomotivrahmen muss ausgeglichen werden. Deshalb ist der gesamte Lokomotivkessel nur unterhalb der Rauchkammer auf dem Rauchkammerträger fest mit dem Lokomotivrahmen verbunden. Der restliche Kessel lagert auf Pendelblechen, die der Längsausdehnung folgen können. Am Feuerbüchsenende wird der Kessel mit Schlingerkeilen am Rahmen gesichert. Das sind formschlüssige, bewegliche Klemmstücke, die vom Bediener des Kessels beim Anheizen oder beim Außerbetriebsetzen des Kessels gelockert oder während der Fahrt festgeklemmt werden müssen.
Der Raum oberhalb der Rohre und der Feuerbüchse ist der Dampfsammelraum, der in meist einen oder zwei Dampfdome (runde Kesselaufbauten) mündet. Aus den Dampfdomen wird Nassdampf entnommen.
Der Wasserraum muss ständig mit Wasser gefüllt sein. Sinkt der Wasserspiegel unter die Niedrigwassermarke, kann die Feuerbüchsdecke ausglühen und reißen. Durch den plötzlichen Druckabfall und die dadurch einsetzende Nachverdampfung entstehen sehr große Dampfmengen, die innerhalb von sehr kurzer Zeit den Druck im Stehkessel exorbitant ansteigen lassen, was den Kessel platzen lässt – es kommt zum Kesselzerknall. Um die Katastrophe im letzten Augenblick noch zu verhindern, ist vorgeschrieben, in der Feuerbüchsdecke einen oder mehrere Schmelzpfropfen einzusetzen. Der Schmelzpfropfen ist eine Hohlschraube mit einem Schmelzlotverschluss. Erhitzt sich die Feuerbüchsendecke zu stark, schmilzt das Lot, und der Dampfstrahl löscht das Feuer, ehe die Decke anfangen kann zu glühen. Das Auswechseln der Schmelzpfropfen ist Bestandteil der Kesseluntersuchung.

## Betriebsschäden
Lokdampfkessel unterliegen im Betrieb verschiedenen Belastungen, die zu Schäden führen können. In erster Linie sind sie auf die Materialausdehnung bei Erwärmung zurückzuführen. Weiter tritt das Kesselmaterial in chemische Reaktion mit dem Wasser und den Wasseraufbereitungsstoffen.
Auf der Feuerseite treten Abzehrungen durch Oxidation des Kesselblechs und Lochfraß durch saure Rauchgase auf.
- Vor allem in den Rauch- und Heizrohren sowie den Überhitzerelementen sind die Abzehrungen durch die Rauchgase sehr stark. Nach genügender Betriebszeit führt das zu Lochfraß oder Längsrissen im  Material. Zur Instandsetzung sind die betroffenen Enden herauszuschneiden und durch neue Rohrstücke zu ersetzen.
- In der Feuerbüchse kommt es zu Materialabzehrung unmittelbar an der Feuerbüchsenwand und zum Reißen der Stehbolzen, die die Feuerbüchse im Kessel halten. Bei der Kesselrevision werden abgezehrte oder angerissene Stehbolzen, verworfene oder zu stark abgezehrte Blechstücke ausgetrennt und durch neue, geprüfte Teile ersetzt. Bedingt durch die geschlossene Bauweise können die Austauschstücke nur so groß sein, dass sie durch den Aschkasten oder das Feuerloch passen. Im Betrieb kann es immer wieder vorkommen, dass ein Stehbolzen bricht. Um den Bruch eindeutig identifizieren zu können, sind die Stehbolzen von der Feuerbüchsenseite aus mindestens 60 mm tief aufgebohrt. Bei einem Bruch tritt Wasser aus dem Kessel ins Feuer ein. Es ist zulässig, einige gebrochene Stehbolzen zu vernageln. Dabei dürfen keine zwei nebeneinanderliegenden Stehbolzen vernagelt werden. Die Kräfte, die die Stehbolzen aufnehmen müssen, führen mit der Zeit zu strahlenförmigen Rissen, die von den Stehbolzen ausgehen. Die betroffenen Bleche müssen dann ausgetauscht werden.
- In den tiefgezogenen Umbügen, aus denen die unteren Ecken zwischen äußerer Kesselwand und Feuerbüchse bestehen, treten mit der Zeit Materialeinschnürungen auf. Diese können nicht geschweißt werden, der Umbug muss getauscht werden.
- Am Kesselboden kommt es zu chemischen Reaktionen zwischen dem Material und den Ausfällungen der chemischen Wasseraufbereitung. Die entstehenden Löcher werden bei der nächsten Revision ausgeschweißt und blecheben verschliffen.

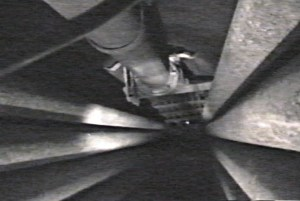
Innenansicht des Kessels
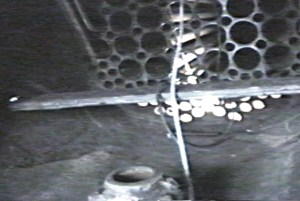
Rauchkammerrohrwand mit Blasrohrkopf
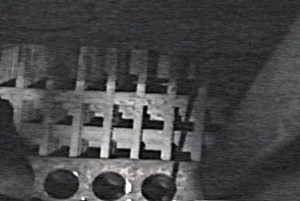
Deckenstehbolzen und Deckenqueranker im Dampflokomotivkessel
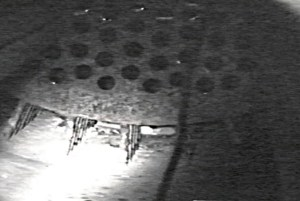
Bodenstehbolzen im Dampflokomotivkessel